# Orthoporus gracilior
Orthoporus gracilior är en mångfotingart som beskrevs av Chamberlin 1952. Orthoporus gracilior ingår i släktet Orthoporus och familjen Spirostreptidae. Inga underarter finns listade i Catalogue of Life.